# حساب رأس المال

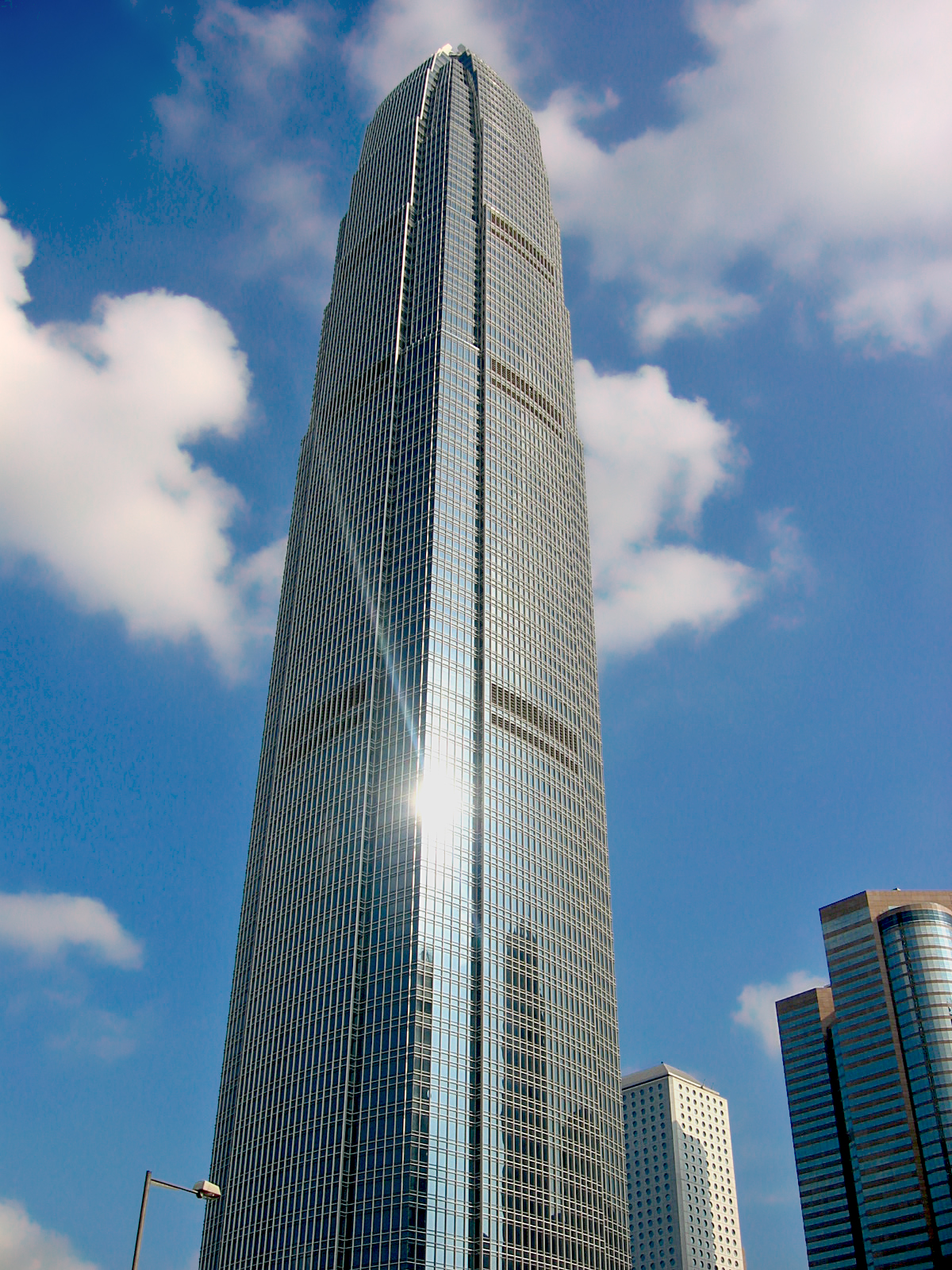

يعكس مصطلح حساب رأس المال أو الحساب التمويلي ضمن الاقتصاد الكلي والتمويل الدولي صافي التغير في حقوق الملكية للموجودات الوطنية. وهو أحد جزئين رئيسيين من ميزان المدفوعات حيث أن الجزء الثاني هو الحساب الجاري الذي يعكس صافي الدخل القومي.
الفائض في حساب رأس المال يعني أن المال يتدفق إلى الدولة، ولكن على خلاف الفائض في الحساب الجاري، فإن التدفقات الداخلة تعكس بشكل فعال الاقتراض أو مبيعات الأصول بدلاً من الدفعات المتعلقة بالعمل. العجز في حساب رأس المال يعني أن الأموال تتدفق خارج الدولة، وبالتالي فإن هذه الدولة تزيد من ملكيتها في الموجودات الأجنبية.
إن مصطلح «حساب رأس المال» يستعمل بمعنى أضيق من قبل صندوق النقد الدولي والمصادر التابعة له. يقسم الصندوق حساب رأس المال كما هو معرف مسبقاً إلى قسمين رئيسيين الحساب التمويلي وحساب رأس المال

## حساب رأس المال في الاقتصاد الكلي
على المستوى الرئيسي: يتم حساب رأس المال هو صافي التغير في الملكية الأجنبية للأصول المحلية منقوصاً منه التغير في الملكية المحلية للأصول الأجنبية. كما يمكن تفصيل هذه المعادلة ليصبح حساب رأس المال هو مجموع الاستثمار الأجنبي المباشر واستثمار المحفظة المالية والاستثمارات الأخرى وحساب الاحتياطي.